# شیصبانی
شیصبانی یا عوف سلمی در باور دین اسلام شیعه، فردی‌ست که در آخرالزمان از دیدگاه شیعیان و پیش از قیام مهدی در عراق ظهور می‌کند. آغاز کار وی از تکریت است و در دمشق کشته می‌شود.
واژهٔ شیصبان یکی از نام‌های ابلیس است و در لغت به معنای مورچهٔ نر، لانهٔ مورچگان، رهبر گروهی از پریان و گهگاهی ائمهٔ شیعه از این واژه برای اشاره به بنی‌عباس استفاده می‌کرده‌اند.
از ابوالحسن ، علی بن الحسین زین العابدین نقل‌شده:
خروج شعیب بن صالح پس از عوف سلمی و قبل از خروج سفیانی است.
و از ابوجعفر ، محمد بن علی الباقر آمده‌است:
سفیانی خروج نمی‌کند، مگر آن‌که قبل از او شیصبانی در سرزمین کوفان (همان عراق) خروج کند. او همچون جوشیدن آب از زمین می‌جوشد و فرستادگان شما را به قتل می‌رساند. بعد از آن انتظار خروج سفیانی و ظهور قائم باشید.